# 蛇紋石
蛇紋石（英語：serpentine），是一種矽酸鹽礦物群名稱，其化學式為(Mg,Fe)3Si2O5(OH)4。蛇紋石是由橄欖石變質產生出來的綠色礦物，也是構成蛇紋岩的主要礦物。

## 介紹
蛇紋石是一個礦物群組總稱，組別內約有二十多種不同性質的蛇紋石，要清楚分辨各種蛇紋石有相當的困難。不過當中有三種比較重要的種類是較為人所認知的，分別是葉蛇紋石（Antigorite）、纖蛇紋石（Chrysotile/white asbestos （页面存档备份，存于））及蜥蛇紋石（Lizardite）

## 分佈地區
中國大陸遼寧省的岫岩縣，稱之為「岫岩石」或「岫石」，大陸其他各省份也有不少地方出產，中國文學中常提到的「葡萄美酒夜光杯」指的就是「酒泉岫石」。「台灣墨玉」屬於蛇紋石的一種，與「台灣玉」生長在一起，卻是由不同礦物種類組成，最大特色是帶有蛇紋線條、並有高成分的磁鐵礦石成分，顏色呈現深綠色或墨綠色。